# Ubikvitetsläran
Ubikvitetsläran, begrepp i Martin Luthers nattvardslära gentemot zwinglianerna och andra som förnekade Kristi närvaro i nattvarden. Enligt denna har den uppståndne Kristus del i Guds allestädesnärvaro och är därför också närvarande i nattvardens bröd och vin. Problemet uppstår då hur Kristi närvaro skall kunna knytas till nattvarden, och Luther pekar då på Kristi löften om sin närvaro.
Kristi närvaro i nattvarden var för Martin Luther, till skillnad från Philip Melanchthon, inte knutet enbart till utdelandet utan brödet och vinet är Kristi kropp och blod och allt det som konsekrerats (välsignats) skall därför förtäras som sådant och inte sammanblandas med vanligt bröd och vin.